# Aniba (Nubia)

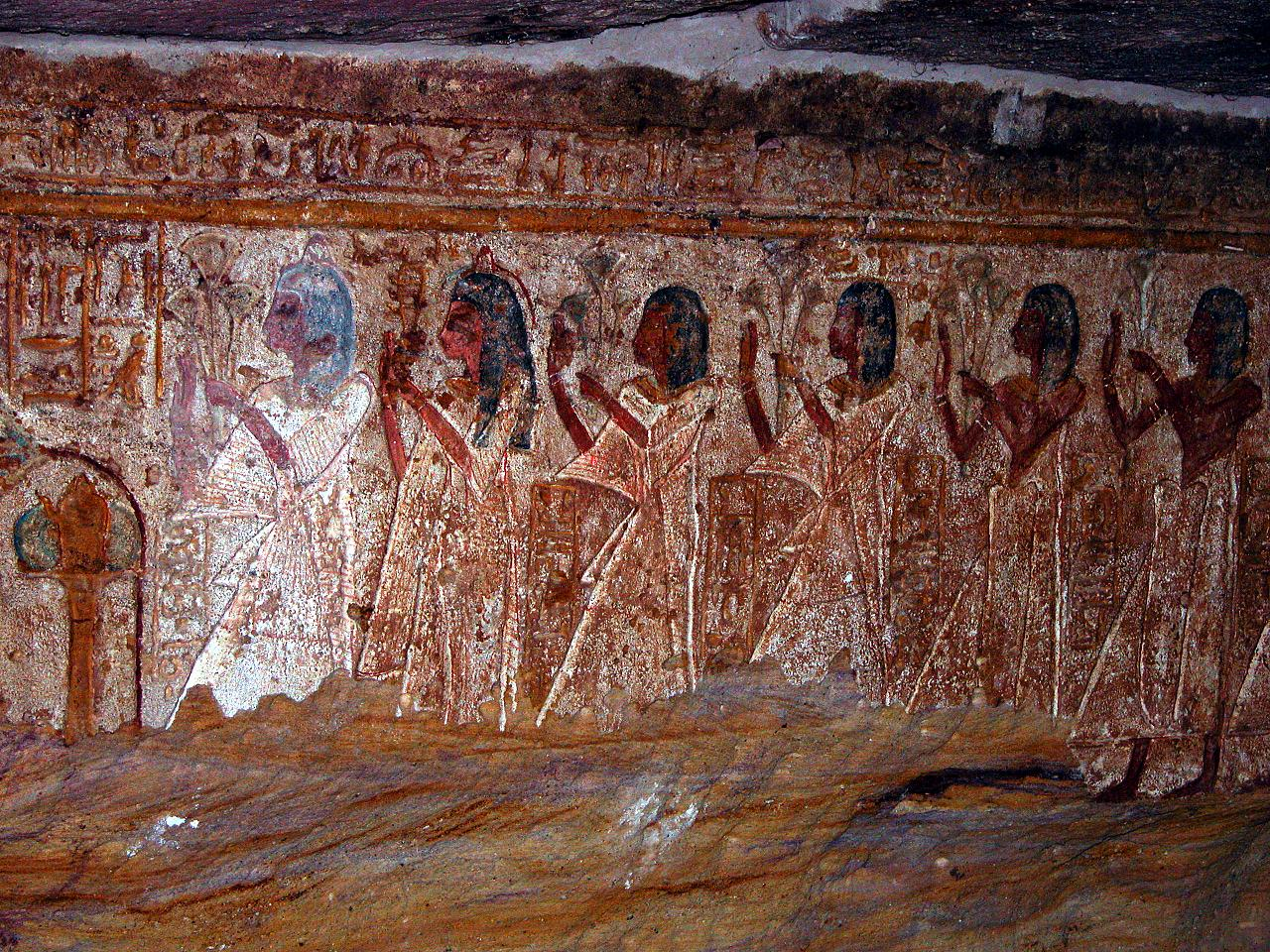
Ngôi mộ của Penenut, phù điêu trong nhà nguyện

Aniba là một ngôi làng ở Nubia, cách Aswan khoảng 230 km về phía Nam. Vùng đất này ngày nay nằm dưới lòng hồ Nasser. Vào thời cổ đại, nó là một thị trấn quan trọng và được gọi là Miam. Khu vực xung quanh thị trấn này là một trong số những nơi màu mỡ nhất ở Hạ Nubia.
Những di tích lâu đời nhất ở Aniba có niên đại vào khoảng năm 3000 TCN và thuộc về nền văn hóa nhóm A. Một vài khu nghĩa trang thuộc về chúng đã được tìm thấy. Vào thời kỳ Trung Vương quốc (khoảng từ năm 2000 tới năm 1700 TCN) vùng đất này bị cai trị bởi người Ai Cập vào giai đoạn vương triều thứ 12 một pháo đài cùng với một thị trấn nhỏ đã được xây dựng. Vào giai đoạn đầu thời kỳ Tân Vương quốc (khoảng năm 1550 TCN) thị trấn đã được mở rộng và có kích thước khoảng 200 x 400 m, cùng với một bức tường thành và các cánh cổng. Dưới thời Tân Vương quốc thị trấn đã phát triển và có một vài khu ngoại thành. Bên trong chính thị trấn này có ngôi đền dành cho thần Horus của Miam.